# Barda (film)
Pour les articles homonymes, voir Barda.
Pour plus de détails, voir Fiche technique et Distribution.
Barda est un film turc réalisé par Serdar Akar en 2007.

## Fiche technique
- Titre : Barda
- Titre anglais : In Bar
- Réalisation : Serdar Akar
- Scénario : Serdar Akar, Volkan Sümbül et Emre Özdür
- Musique : Selim Demirdelen
- Photographie : Mehmet Aksin
- Montage : Aziz Imamoglu et Muammer Kocak
- Production : Serdar Akar, Alev Gezer et Güner Korali
- Société de production : Energy Media & Productions, Filmakar, Markasokak et Öger Productions
- Pays :  Turquie
- Genre : Drame et thriller
- Durée : 92 minutes
- Dates de sortie : 
  -  Turquie : 2 février 2007

## Distribution
- Nejat İşler : Selim
- Hakan Boyav : Patlak
- Serdar Orçin : 45
- Erdal Beşikçioğlu : Nasir
- Volga Sorgu : Çirak
- Doğu Alpan : Nail
- Burak Altay : TGG
- Melis Birkan : Nil